# Magelhaense Stroom

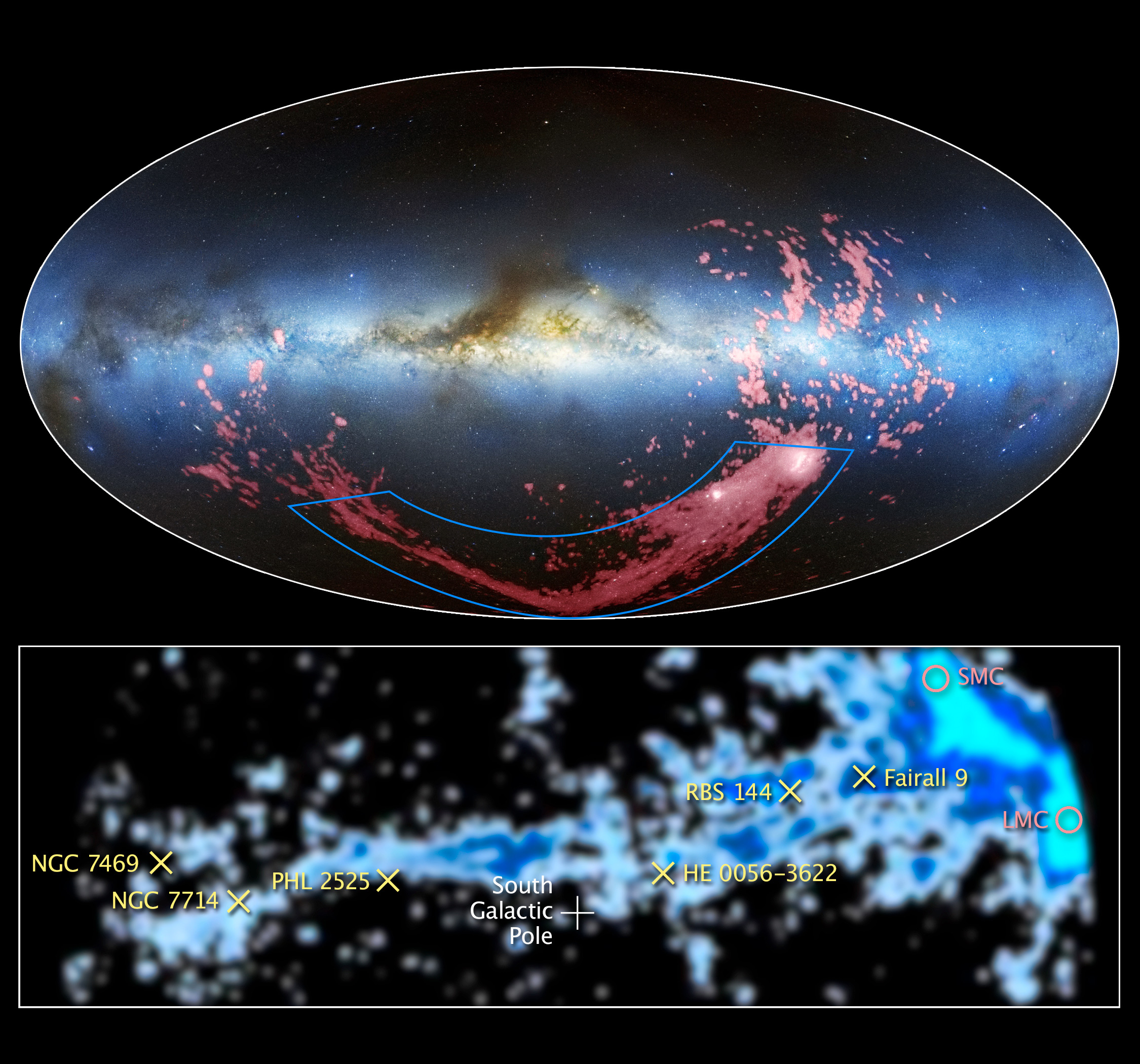
Boven:In roze de verdeling van neutraal waterstof in de Magelhaense Stroom samen met een optische foto van de gehele hemel. Onder:Neutraal waterstof in de Magelhaense Stroom.

De Magelhaense Stroom is een stroom van hogesnelheidsgas aan de zuidelijke hemel die zich uitbreidt over een lengte van ongeveer 140 graden vanaf de Grote en Kleine Magelhaense Wolk over de galactische zuidpool. Deze stroom is veel groter dan de Magelhaense Brug die zich bevindt tussen beide wolken.

## Ontdekking
In 1965 werden door Nannilou H. Dieter bij waarnemingen in de 21cm-lijn gaswolken gevonden bestaande uit neutraal waterstof in het gebied van de noord- en zuidpool van het Melkwegstelsel. Dit gas had een anomaal grote radiële snelheid tussen -400 en +400 km/s ten opzichte van de Local Standard of Rest. Er werd eerst gedacht dat dit gas behoorde tot hogesnelheidswolken zoals die eerder in 1963 door Muller, Oort, en Raimond waren ontdekt. In 1972 vonden Wannier en Wrixon dat de wolk bij de zuidpool een lengte aan de hemel had van ten minste 60 graden. In 1974 vonden Mathewson, Cleary, & Murray dat het gas nog veel uitgebreider was en zich ook uitstrekte over een lengte van 180 graden van het galactisch vlak tot het gebied tussen de Magelhaense wolken. Zij gaven het de naam Magellanic Stream (Magelhaense Stroom). Het gedeelte aan de andere kant van de Magelhaense wolken dan het eerder gevonden gas wordt wel Leading arm genoemd.

## Latere waarnemingen

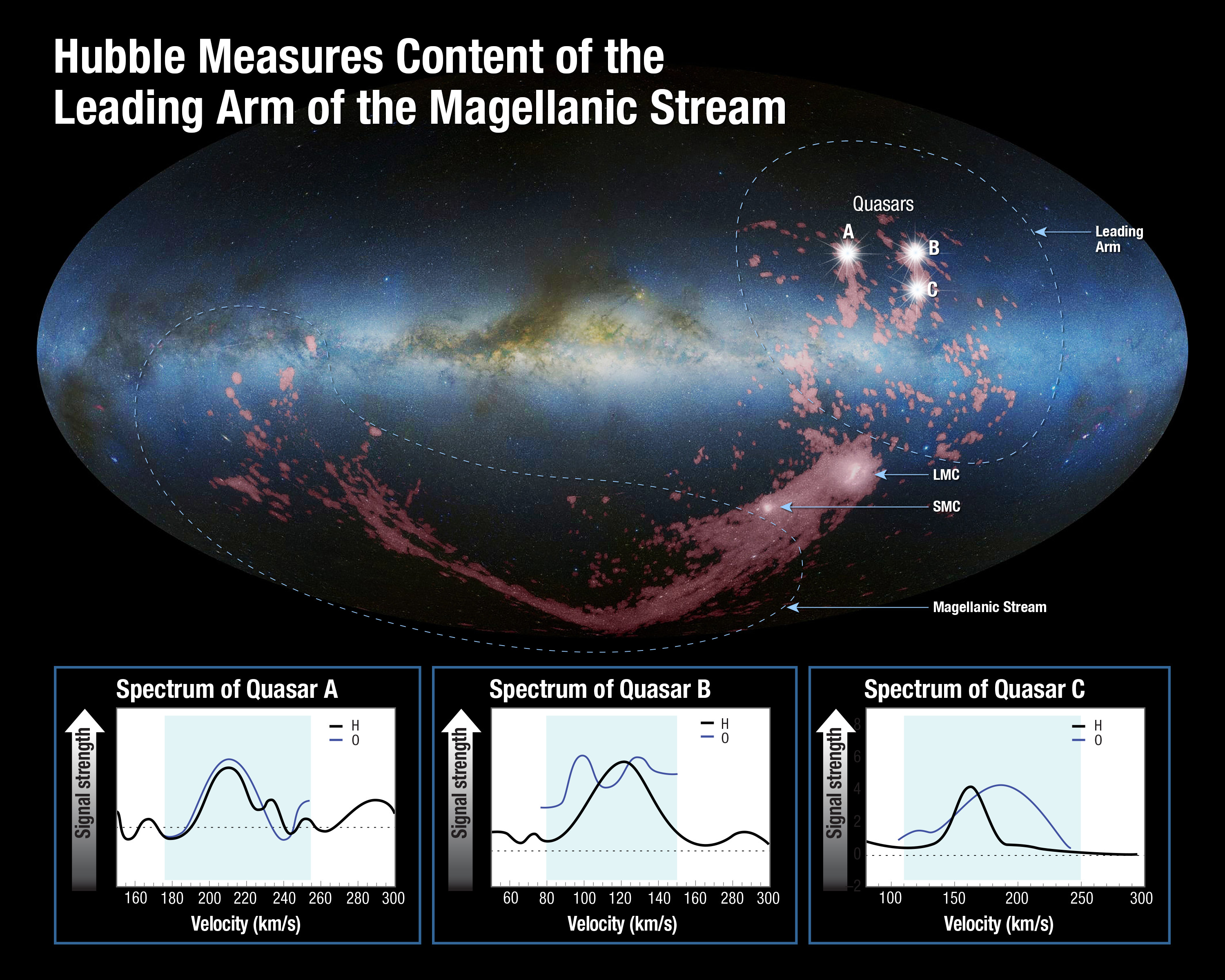
Optische spectra van drie quasars achter de Leading arm gemaakt met Ruimtetelescoop Hubble

Uit spectroscopische metingen van onder andere zuurstof en zwavel met Ruimtetelescoop Hubble blijkt dat het metaalgehalte van het gas laag is, maar ook dat het iets hoger is nabij de wolken. In 2018 werd ontdekt dat de chemische samenstelling van het gas in de Leading arm meer lijkt op die van de Kleine Magelhaense Wolk dan die van de Grote Magelhaense Wolk. Dit werd gedaan met behulp van spectroscopische waarnemingen van quasars die zich achter de Stroom bevinden en waarvan het licht door het gas in de Stroom wordt geabsorbeerd. Dit suggereert dat het gas waarschijnlijk afkomstig is uit de Kleine Magelhaense Wolk.
In 2019 werd de jonge sterassociatie Price-Whelan 1 (PW 1) gevonden met behulp van Gaia metingen. PW 1 bevindt zich niet ver van de Leading arm op een afstand van 28 kpc en heeft een laag metaalgehalte. Dit zou aantonen dat er stervorming plaatsvindt in de Magelhaense Stroom.
Vele modellen van het ontstaan van de Magelhaense Stroom zijn gebaseerd op getijdewerking als gevolge van een nabije passage van beide wolken ongeveer 2,5 miljard jaar geleden waarna in de wolken een grote toename van stervorming (starburst) plaatsvond. Ook ram pressure en interactie met gas in de halo van het melkwegstelsel kunnen daarbij een rol spelen.